# Dălghi Del, Montana
Dălghi Del (în bulgară Дълги Дел) este un sat în comuna Gheorghi Dameanovo, regiunea Montana,  Bulgaria. 

## Demografie
Componența etnică a satului Dălghi Del
     Romi (2,09%)
     Bulgari (97,9%)
     Nicio identificare (0%)
     Altele (0%)
La recensământul din 2011, populația satului Dălghi Del era de 191 locuitori. Din punct de vedere etnic, majoritatea locuitorilor (97,9%) erau bulgari, cu o minoritate de romi (2,09%). Pentru 0,0% din locuitori nu este cunoscută apartenența etnică.